# مردان خوب
مردان خوب (به انگلیسی: The Nice Guys) فیلمی آمریکایی در ژانر معمایی جنایی اکشن، کمدی به کارگردانی شین بلک و نویسندگی آنتونی باگاروتزی است. در این فیلم بازیگرانی همچون راسل کرو، رایان گاسلینگ، مت بومر، انگوری رایس، مارگارت کوالی، کیث دیوید و کیم بسینگر نقش‌آفرینی می‌کنند.
مردان خوب روز ۲۰ مه ۲۰۱۶ توسط استودیوی وارنر برادرز پیکچرز منتشر شد.

## بازیگران
- راسل کرو در نقش کارآگاه جکسون هیلی
- رایان گاسلینگ در نقش کارآگاه خصوصی هالند مارچ
- انگوری رایس در نقش هالی مارچ
- مت بومر در نقش جان بوی
- مارگارت کوالی در نقش آملیا
- کیث دیوید در نقش اولدر گای
- کیم بسینگر در نقش مادر آملیا که برای وزارت دادگستری کار می‌کند.
- تای سیمپکینز در نقش بابی
- جک کیلمر در نقش چت
- موریل تلیو در نقش میستی مانتین
- یایا داکوستا در نقش تالی
- یئو نپ در نقش صورت آبی
- لوئیس اسمیت در نقش خانم گلن
- دیزی تاهان در نقش جسیکا
- هانیبال بورس در نقش بامبل

## داستان
داستان فیلم
در سال ۱۹۷۷ در لس آنجلس اتقاق می افتد. هالند مارچ، یک کاراگاه خصوصی احمق و دست و پاچلفتی است که بعد از مرگ همسرش، تنها چیزی که برایش باقی مانده مشکل اعتیادش به الکل و هالی، دختر ۱۳ ساله‌اش است. مارچ برای پیدا کردن بازیگر زنی استخدام می‌شود که به تازگی در تصادف اتومبیل کشته شده‌است. جستجوی مارچ برای یافتن آن بازیگر، او را به دختری مفقود شده به اسم آملیا می‌رساند که ظاهراً با پرونده در ارتباط است. اما آمیلیا در واقع مفقود نشده، بلکه مخفی شده و دوست ندارد کسی او را پیدا کند. او فردی به نام جکسون هیلی را به عنوان بادی‌گارد استخدام کرده تا از او مراقبت کند و همچنین کارآگاه مارچ را از او دور نگه دارد. هیلی برخلاف مارچ که ادای کارآگاه خصوصی‌های باکلاس را درمی‌آورد، از آن‌هایی است که مردم او را برای فرستادن پیام با استفاده از پنجه‌بوکس استخدام می‌کنند. هیلی سراغ مارچ می‌آید تا به او بفهماند که بی‌خیال آملیا شود. اما خیلی زود مارچ و هیلی متوجه می‌شوند که قضیه پیچیده‌تر از چیزی است که به نظر می‌آید و تصمیم می‌گیرند تا با همدیگر همراه شوند و پرونده را حل کنند….